# Dante Fiorillo
Dante Fiorillo (* 4. Juli 1905 in New York City; † 21. Oktober 1995 in Brattleboro, Vermont) war ein US-amerikanischer Komponist.

## Leben und Wirken
Fiorillo war musikalischer Autodidakt, nahm aber einige Zeit Cellounterricht an der Greenwich House Music School. Auf Vermittlung von Thomas Whitney Surette und Henry Allan Moe wurde er 1935 Composer in Residence am Black Mountain College. Hier entstanden vier Suiten: The Adamic Suite, The Black Mountain Suite, The Children's Suite und The Surette Suite, eine weitere Suite, The John Andrew Rice Suite, erwähnte er im Briefwechsel mit dem Pianisten Allan Sly.
Sly spielte 1937 in Toronto sein Concertino for Piano and Strings mit dem Promenade Symphony Orchestra unter Leitung von Reginald Stewart; die Aufführung wurde dreimal wiederholt. 1938 spielte Ralph Kirkpatrick sein Concerto for Harpsichord and Strings. Zwischen 1935 und 1938 erhielt er vier Guggenheim-Stipendien in Folge.
Nachdem sich herausstellte, dass seine Kompositionen Plagiate aus Manuskripten deutscher Komponisten enthielten, die diese ihm zur Publikation in den USA gesandt hatten, musste er 1938 das Black Mountain College verlassen. Er ging zurück nach New York, wo er 1939 für seine 8. Sinfonie ein Pulitzer Traveller Fellowship in Music erhielt. In den 1950er Jahren betrieb er für kurze Zeit einem Musikverlag, die Educational Publishing Institute Corporation (EPIC). Über sein weiteres Leben ist nichts bekannt.